# Exodus (album Boba Marleya & The Wailers)
Exodus – album zespołu Bob Marley & The Wailers wydany w 1977 roku. Album nagrany częściowo w Londynie, gdzie Bob Marley odpoczywał po zamachu na jego życie na Jamajce. Utwory takie jak „Jamming”, czy „Exodus” stały się popularne prawie na całym świecie. W roku 1998 magazyn Time obwołał Exodus najlepszym albumem muzycznym XX wieku. Znawcy opisują go jako najbardziej funkowe nagranie Marleya. Album nosił podtytuł: „Movement of Jah People”.
W 2003 r. album został sklasyfikowany na 169. miejscu listy 500 albumów wszech czasów magazynu Rolling Stone.

## Lista utworów
| 1.  | „Natural Mystic” (Bob Marley)                             | 3:28  |
|     |                                                           |       |
| 2.  | „So Much Things To Say” (Bob Marley)                      | 3:08  |
|     |                                                           |       |
| 3.  | „Guiltiness” (Bob Marley)                                 | 3:19  |
|     |                                                           |       |
| 4.  | „The Heathen” (Bob Marley)                                | 2:32  |
|     |                                                           |       |
| 5.  | „Exodus” (Bob Marley)                                     | 7:40  |
|     |                                                           |       |
| 6.  | „Jamming” (Bob Marley)                                    | 3:31  |
|     |                                                           |       |
| 7.  | „Waiting In Vain” (Bob Marley)                            | 4:16  |
|     |                                                           |       |
| 8.  | „Turn Your Lights Down Low” (Bob Marley)                  | 3:39  |
|     |                                                           |       |
| 9.  | „Three Little Birds” (Bob Marley)                         | 3:00  |
|     |                                                           |       |
| 10. | „One Love/People Get Ready” (Bob Marley, Curtis Mayfield) | 2:52  |
|     |                                                           |       |
|     |                                                           | 37:25 |
|     |                                                           |       |

### Twórcy albumu
- Bob Marley – wokal, gitara rytmiczna, gitara akustyczna, perkusja
- Aston „Family Man” Barrett – bas, gitara, perkusja
- Carlton Barrett – perkusja
- Tyrone Downie – Keyboard, perkusja, dalszy wokal
- Alvin „Seeco” Patterson – perkusja
- Julian (Junior) Marvin – gitara prowadząca
- I Threes (Rita Marley, Marcia Griffiths, Judy Mowatt) – dalszy wokal